# Chýnov (Libčice nad Vltavou)
Chýnov (německy Chynow) je bývalá samostatná ves, která byla roku 1924 připojena k Libčicím nad Vltavou a tvoří jejich západní část. Na okraji se rozkládá lesní plocha Chýnovský háj s pravěkými mohylami.

## Historie
O starobylé vsi Chýnovu se zmiňuje již Dalimilova kronika:
| „ | Vece Cmír: Zčiň mi tak vysoký rov, z něhož bych uzřel Chejnov. Chcu se rád s Lučany bíti a v tom boju chcu rád sníti | “ |

Co se stalo s Chejnovem po bitvě na Turském poli, není známo. Těsně před rokem 1420 náležela ves neznámému pražskému občanu, jemuž byla v roce 1421 na počátku husitských válek sebrána Pražany a v průběhu dalších let zpustla. Zemské desky z roku 1548
uvádí:
| „ | Chejnov, ves pustá, grunty drží cizí: Pavel z Turska, Šilhan z Chýnova, Vojtěch Rohlík z Kralup, Vít Šíma z Libčic, Hava Křtěn z Libčic a také dva z Debrna | “ |

Před rokem 1619 měl Chýnov v držení Vladislav Abdan Bezdružický z Kolovrat, který jej prodal Vilému z Lobkovic. Zajímavostí je, že další majitel Fridrich z Bílé, byl roku 1621 na Staroměstském náměstí popraven a Chýnov připadl na dlouhou dobu opět Lobkovicům. Od roku 1924 je Chýnov součástí Libčic nad Vltavou.
V Chýnovském háji se nachází zachovalé mohylové pohřebiště, datované do doby bronzové až raně laténského období, konkrétně do 6. až 5. století př. n. l.

## Aligátor
Z roku 1882 se dochovala jedna rozverná historka. V Chýnově na návsi býval kdysi rybníček, který sloužil jako nádrž pro případ požáru. Jednoho dne se rybníček při průtrži mračen přeplnil vodou. Příval vody z Chýnovského háje sebou přinesl spoustu smetí a rozvířil bahno na dně rybníčku. Na rozvířené hladině se proto objevovalo černé bahno a plovoucí smetí. Kdosi prohlásil, že viděl v rybníčku aligátora. Tato zpráva se rychle rozšířila a většina chýnovských obyvatel ji potvrdila. Za nějakou dobu byl rybníček vyčištěn a zjistilo se, že tu samozřejmě žádný aligátor není. Této zprávy se chytili libčičtí a letečtí sousedé a z chýnovských si utahovali ještě dlouhá léta.[zdroj?]